# Josef (miniserie)
Josef är en tysk / amerikansk / italiensk miniserie från 1995.

## Handling
Josef är den näst yngste av 12 söner. Hans far Jakob håller av honom lite mer än de övriga eftersom han fått honom på sin ålderdom. De övriga brödernas svartsjuka övergår efterhand till hat. En dag när de är ute och vaktar sin faders får lurar de Josef i en fälla och säljer honom till några förbipasserande köpmän, Josef hamnar i Egypten som slav åt Potifar, hovman hos farao. Han blir snabbt omtyckt av Potifar, men framförallt av hans vackra hustru som blir blint förälskad i den stilige Josef. Längre fram när hungersnöd drabbar landet och hans bröder kommer till Egypten, inser Josef vad hans uppgift i livet var. Att rädda liv.

## Om filmen
- Vinnare av en Emmy, för bästa miniserie.
- Följer efter avsnitten: Genesis, Abraham och Jacob.
- Del 5 och 6 av 21 i Bibelserien.

## Rollista (urval)
- Ben Kingsley ....  Potiphar
- Paul Mercurio ....  Joseph
- Martin Landau ....  Jacob
- Lesley Ann Warren ....  Potiphar's Wife